# Elsa Bienenfeld
Elsa Bienenfeld (geboren 23. August 1877 in Wien; ermordet 26. Mai 1942 im KZ Maly Trostinez bei Minsk) war eine österreichische Musikhistorikerin und Musikkritikerin jüdischer Herkunft.

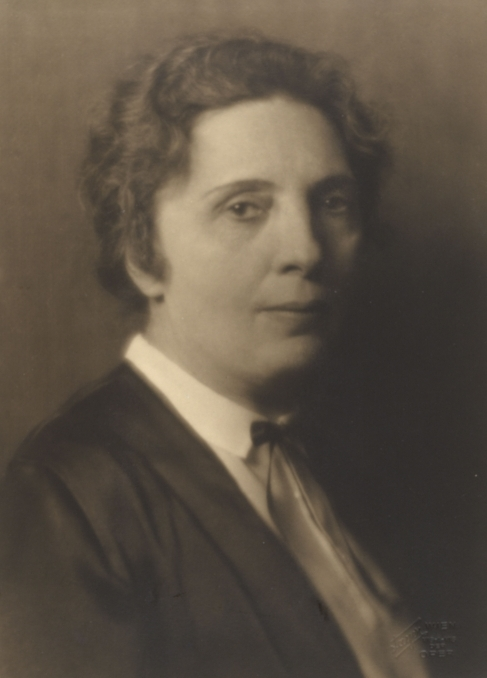
Elsa Bienenfeld (fotografiert von Georg Fayer 1927)

## Leben

### Kindheit und Jugend
Elsa Bienenfeld wurde als erstes von vier Kindern ihrer aus Krakau stammenden jüdischen Eltern geboren. Der Vater war der Hof- und Gerichts-Advokat Dr. Heinrich Bienenfeld (1849–1895), die Mutter, Viktoria geb. Schmelkes (1852–1918), stammte aus einer bekannten Rabbinerfamilie. Elsa Bienenfeld besuchte die für Mädchen zu dieser Zeit erlaubten Schulen in Wien und maturierte als Externistin am Akademischen Gymnasium. Während dieser Zeit wurde sie im Alter von acht Jahren aufgrund ihres musikalischen Talents am Conservatorium der Gesellschaft der Musikfreunde in Wien aufgenommen und schloss als Siebzehnjährige ein praktisches Musikstudium mit Auszeichnung ab.

### Studium und Wirken
An der Universität Wien belegte sie zunächst die Fächer Chemie und Medizin. Angespornt durch einen Vortrag Guido Adlers, widmete sich Elsa Bienenfeld schließlich der Musikwissenschaft und promovierte 1904 als erste Frau am Institut für Musikwissenschaft der Universität Wien mit einer Arbeit über Wolfgang Schmeltzl. Sie war Privatschülerin von Alexander von Zemlinsky und Arnold Schönberg, mit denen sie gemeinsam in der Reformschule von Eugenie Schwarzwald in Wien Musikkurse gab. Weiters unterrichtete sie an Volkshochschulen und an der Wiener Urania. Über 25 Jahre war sie als Musikkritikerin vor allem beim Neuen Wiener Journal und bei der Frankfurter Zeitung tätig. In Wien war sie zudem die erste Frau, die Kulturrezensionen unter eigenem Namen veröffentlichte. Seit 1904 war sie zudem als wirkendes Mitglied an der Herausgabe der „Denkmäler der Tonkunst in Österreich“ beteiligt. Ihr vielseitiges Engagement am Wiener Musikleben führte 1927 auch zu ihrer Mitwirkung bei den Vorbereitungen für die Festivitäten zum 100. Todestag Ludwig van Beethovens.

### Verfolgung und Tod im Vernichtungslager
Im Austrofaschismus zu Beginn der 1930er Jahre wurde Elsa Bienenfeld vom Neuen Wiener Journal gekündigt. Nach dem Anschluss Österreichs an das Deutsche Reich im Jahr 1938 wurde sie wegen Devisenvergehens angeklagt. Sie wurde teilentmündigt, verhaftet und später in einer Sammelwohnung untergebracht. 1942 wurde sie ins Vernichtungslager Maly Trostinez bei Minsk deportiert und dort am 26. Mai 1942 ermordet.

### Gedenken und Würdigung
Am 1. Oktober 2017 schlug die Malerin Konstanze Sailer im Rahmen ihrer digitalen Kunstinitiative Memory Gaps vor, einen nach Leopold Kunschak benannten Platz im Wiener Bezirk Hernals in Elsa-Bienenfeld-Platz umzubenennen. Am 4. Juni 2019 benannte die Stadt Wien einen Weg im Bezirk Leopoldstadt nach Elsa Bienenfeld.